# Алимбеков, Ашимбек
Ашимбе́к Алимбе́ков (каз. Әшімбек Әлімбеков; 1882 год, Семипалатинская область, Российская империя — 1950 год) — старший чабан колхоза «Аши-Су» Абралинского района Семипалатинской области, Казахская ССР. Герой Социалистического Труда (1948).

## Биография
Родился в 1882 году в крестьянской семье в Семипалатинской области (в советское время — территория Абыралинского района, сегодня — часть города Семей). С 1930 года работал чабаном в колхозе «Аши-Су» Абралинского района. Участвовал в Великой Отечественной войне. После демобилизации возвратился в родной колхоз, где стал работать старшим чабаном.
За выдающиеся трудовые успехи удостоен звания Героя Социалистического Труда указом Президиума Верховного Совета СССР от 23 июля 1948 года c вручением ордена Ленина и золотой медали «Серп и Молот».
Скончался в 1950 году.